# Guillaume Bouic
Pas d'image ? Cliquez ici

a Compétitions nationales et continentales officielles uniquement.

b Matchs officiels uniquement.
Dernière mise à jour le 8 février 2025.
Guillaume Bouic est un ancien joueur français de rugby à XV, né le 21 janvier 1970 à Bazas. Il a joué aux postes de demi d'ouverture et de trois-quarts centre (1,75 m pour 76 kg) au SU Agen et a été sélectionné une fois en équipe de France. 

## Carrière de joueur
Le 6 novembre 1996, il est invité avec les Barbarians français pour jouer contre Cambridge en Angleterre. Les Baa-Baas s'imposent 76 à 41. Le 23 novembre 1996, il joue de nouveau avec les Barbarians français contre l'Afrique du Sud à Brive. Les Baa-Baas s'imposent 30 à 22.

## Entraineur
- 2004-2006 : Entraineur des juniors Reichel du SUA
- 2006-2007 : Co-entraineur chargé des arrières des Espoirs du SUA (avec P. Diniz)
- 2007-2008 : Co-entraineur chargé des arrières du SUA (en Pro D2 avec M. Stoltz)
- 2009-2010 : Co-entraineur chargé des arrières de l'AS Fleurance (avec P. Diniz).
- 2011-nov.2012 : Co-entraineur chargé des arrières de l'US Marmande (fédérale 1) avec P. Diniz.
- 2012-2014 : Co-entraîneur chargé des arrières du Rugby Club Bon-Encontre Boé (fédérale 3)

### En équipe nationale
Il a disputé son seul match international contre l'Afrique du Sud le 30 novembre 1996.

## Palmarès
- Championnat de France de première division :
  - Vice-champion (2) : 1990 et 2002
- Challenge Yves Du Manoir :
  - Vainqueur (1) : 1992 face à Narbonne.
- Championnat de France Espoir :
  - Vainqueur (2) : 2000 et 2004.